# Волков, Владимир (латвийский футболист)
Влади́мир Во́лков (латыш. Vladimirs Volkovs; 10 августа 1984, Даугавпилс) — латвийский футболист, полузащитник.

## Биография
Футболом Владимир Волков начал заниматься в возрасте 8 лет, под руководством тренера Александра Опекунова. В 2002 году он присоединился к местному клубу «Динабург».
6 ноября 2008 года Владимир Волков был впервые вызван в национальную сборную Латвии. А 12 ноября он уже был заявлен на товарищеский матч со сборной Эстонии, хотя в тот раз ему так и не удалось дебютировать в рядах сборной, проведя весь матч на скамейке запасных. Правда 15 ноября сборная Латвии провела один неофициальный товарищеский матч с клубом «Сконто», в котором Владимир Волков отыграл все 90 минут встречи.
В январе 2009 года Владимир Волков побывал на просмотре в венгерском клубе «Дьёр», но не смог в нём себя зарекомендовать.
В июле 2009 года Владимир Волков покинул «Динабург» и присоединился к резекненскому клубу «Блазма». В «Блазме» он, в основном, играл на острее атаки и был в числе результативных игроков клуба.
Летом 2010 года Владимир Волков ушёл из «Блазмы» и вернулся в Даугавпилс, правда, на этот раз он присоединился к клубу «Даугава».

## Достижения
- Чемпион Латвии (1): 2012.
- Бронзовый призёр чемпионата Латвии (1): 2011.
- Обладатель Зимнего кубка Высшей лиги (1): 2013